# Egain forecasting
Egain forecasting er en metode til at kontrollere opvarmning af bygninger ved hjælp af vejrprognoser. Metoden består i, at beregne en ejendoms varmebehov, baseret på lokale vejrudsigter. Gennem en kombination af bygningsfysik og meteorologi tages der hensyn til bygningens egenskab så som byggeår, formål/brug, vinduesstandard mm. samt vejrforhold, herunder udendørstemperatur, nedbør, vindstyrke, vindretning og sollysstand. 
Egain forecasting bruger prognoser for at beregne vejrforhold flere timer i forvejen. I traditionel varmestyring tages der kun hensyn til nuværende udendørstemperatur eller vejrforhold. 
Udgangspunktet for bearbejdelse af Forecasting metode var den matematiske model af energibalancen ("ENLOSS") udviklet af professor Roger Taesler fra Svensk Meteorologiske-Hydrologiske Institut i samarbejde med Thorbjörn Geiser og Stefan Berglund, som begge to er i øjeblikket ansat i firma eGain Sweden AB. Forecasting metode begyndte at blive sat i brug i slutningen af 80'erne i forrige århundrede. 
Indtil og med år 2010, er eGain Forecasting metoden blevet anvendt i næsten syv millioner kvadratmeter boliger og erhvervslokaler. Beregningerne viser en reduktion i det gennemsnitlige årlige energiforbrug til opvarmning til 10 til 15 kWh/m2. Da eGain Forecasting metoden indeholder oplysninger om den fremtidige forbrug og er derfor ikke i konflikt med andre energi effektivisering metoder, betyder at det altid er en god fremtrædende løsning. 

## Egain forecasting i praksis
I praksis skiftet man den nuværende udendørstemperatur føler ud med en prognosemodtager som sender og modtager data via GPRS eller GSM-netværket. Prognosemodtageren styrer de regulatorer der regulerer fordeling af varmen i ejendommens varmesystem. 
I udvalgte lejligheder opsættes der GSM forbundene klimaloggere. Disse klima-optagere måler med stor nøjagtighed temperatur og fugtighed, og lagrer de målte data i en webbaseret kundezone. Dette teknologiske gennembrud betyder for brugerne af eGain Forecasting en endnu mere detaljeret overblik over situationen og bedre muligheder for at udøve kontrol.